# Kastrexana (stacja kolejowa)
Kastrexana (bas.: Kastrexanako geltokia) – przystanek kolejowy w Bilbao, w dzielnicy Kastrexana, w prowincji Vizcaya we wspólnocie autonomicznej Kraj Basków, w Hiszpanii. 
Jest obsługiwana przez pociągi wąskotorowe FEVE.

## Linie kolejowe
- Linia Bilbao – Santander[1]